# Francis Vian
Pour les articles homonymes, voir Vian (homonymie).
Francis Vian, né le 15 juin 1917 à Privas et mort le 16 août 2008 à Rambouillet, est un helléniste et universitaire français, spécialiste de poésie épique et de mythologie grecques.

## Biographie
Fils de Victor Vian, professeur, et d’Augusta Graille, Francis Lucien Henri Vian a épousé en 1947 Suzanne Stapfer, dont il a eu deux filles et deux garçons.
Il a fait ses études aux lycées de Digne et d’Avignon, puis à Lyon, au lycée du Parc et à la faculté des lettres. Il obtient l’agrégation de grammaire et commence sa carrière dans l’enseignement secondaire : lycée Ampère à Lyon, en 1938 ; lycée Marcelin-Berthelot à Saint-Maur-des-Fossés, en 1945 ; lycée Michelet à Vanves, en 1946 ; lycée Montaigne à Paris, en 1947. Parallèlement, il prépare sa thèse sur la guerre des Géants ; il étudie ce mythe à la fois à partir des textes littéraires et des monuments figurés, dont il établit un répertoire dans sa thèse complémentaire.
Après la soutenance de ses thèses à la faculté des lettres de Paris en 1949 et l'obtention du grade de docteur ès lettres, il est nommé professeur de langue et littérature grecques à la faculté des lettres de Clermont-Ferrand (1952), dont il devient doyen de 1962 à 1968. En tant que doyen, il a eu la responsabilité de l'installation de la faculté dans ses nouveaux locaux du boulevard Gergovia. En 1968, il est nommé à la faculté des lettres et sciences humaines de Nanterre, noyau de la future Université Paris X-Nanterre, où il effectue la suite de sa carrière.
Il fut, en 1967, l'un des fondateurs de l'Association des professeurs de langues anciennes de l'enseignement supérieur (APLAES), dont il a été le premier président de 1967 à 1970.
Ses collègues, disciples et amis lui ont offert un volume de Mélanges en 2003 : Des Géants à Dionysos. Mélanges de mythologie et de poésie grecques offerts à Francis Vian, édités par D. Accorinti et P. Chuvin (coll. « Hellenica » 10), Alessandria, Edizioni dell’Orso, 2003, XL-640 p.

## Apports scientifiques
Toujours centrés sur la poésie épique posthomérique et sur la mythologie grecque, ses travaux n'en ont pas moins touché à des aspects variés des études grecques : études de mythes (les Géants, Cadmos), études philologiques et tradition manuscrite (Quintus de Smyrne, Argonautiques orphiques), recherches iconographiques et étude des monuments figurés (Gigantomachies), réception chez les humanistes de la Renaissance française et italienne.
Il s'est inscrit dans la continuité de Georges Dumézil, en étudiant la tripartition fonctionnelle dans le domaine grec. Il reconnaît le schéma tripartite dans la triade des rois d'Orchomène ou dans le mythe de Typhon.
Une part importante de son activité scientifique a été consacrée à l'édition des œuvres des poètes épiques grecs dans la Collection des Universités de France (collection Budé). Il a coordonné l'édition de plusieurs auteurs, dont il a édité lui-même de nombreux volumes : Apollonios de Rhodes, Argonautiques orphiques, Nonnos de Panopolis, Quintus de Smyrne.
Parmi les disciples et continuateurs de Francis Vian, on trouve Pierre Chuvin, Hélène Frangoulis, Bernard Gerlaud.

## Récompenses et distinctions
- Officier de la Légion d'honneur
- Commandeur de l'ordre national du Mérite
- Commandeur de l'ordre des Palmes académiques

## Œuvres
- La guerre des Géants : le mythe avant l'époque hellénistique, Paris, Klincksieck, 1952, XII-306 p. (thèse principale).
- Répertoire des gigantomachies figurées dans l'art grec et romain, Paris, Klincksieck, 1951, 136 p., 70 pl. (thèse complémentaire).
- Histoire de la tradition manuscrite de Quintus de Smyrne, Paris, Presses universitaires de France, 1959, 132 p.
- Recherches sur les Posthomerica de Quintus de Smyrne (coll. « Études et commentaires », 30), Paris, Klincksieck, 1963, 271 p.
- Les origines de Thèbes. Cadmos et les Spartes (coll. « Études et commentaires », 48), Paris, Klincksieck, 1963, 259 p.

Une bibliographie exhaustive de ses travaux déjà parus (ouvrages, articles et communications, comptes rendus) figure en tête du volume de Mélanges cité plus haut.

## Sources
- Who’s Who in France : Notice « Francis Vian » en ligne sur le site du Who’s Who in France (accès libre, vérifié le 15 avril 2014).
- Notice d'autorité personne sur le site du catalogue général de la BnF.
- « Avant-propos » de D. Accorinti et de P. Chuvin au volume de Mélanges offert en 2003.